# Michel Rolle
Michel Rolle (* 21. April 1652 in Ambert, Basse-Auvergne; † 8. November 1719 in Paris) war ein französischer Mathematiker und Mitglied der Académie des sciences.

## Leben

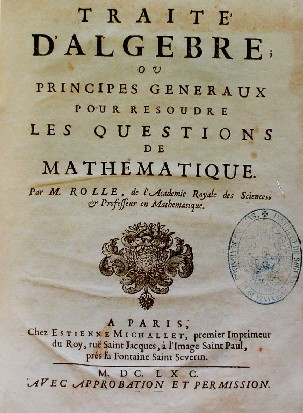
Traktat über Algebra von Rolle 1690

Rolle war der Sohn eines Ladenbesitzers und im Wesentlichen Autodidakt. Er arbeitete als Gehilfe eines Notars und für verschiedene Anwälte, bevor er 1675 in der Hoffnung auf bessere Arbeitsmöglichkeiten nach Paris ging, wo er bald darauf heiratete. Er schuf sich einen Ruf als Mathematiker und erhielt 1682 von Jean-Baptiste Colbert eine Belohnung für die Lösung eines von Jacques Ozanam gestellten zahlentheoretischen Problems. Colbert verschaffte ihm auch eine kleine Pension und der Kriegsminister François-Michel Le Tellier, marquis de Louvois stellte ihn als Mathematiklehrer für einen seiner Söhne (Camille Le Tellier de Louvois) ein – ein weiterer kleiner Posten im Kriegsministerium war nicht nach Rolles Geschmack, so dass er ihn bald wieder aufgab. Auf den Einfluss von Louvois hin wurde er auch 1685 Mitglied der französischen Akademie der Wissenschaften. 1699 wurde er Pensionnaire Géometre der Akademie. 1708 erlitt er einen Schlaganfall und veröffentlichte danach keine mathematischen Arbeiten mehr.
Rolle war in erster Linie Algebraiker, der sich auch mit diophantischen Gleichungen in der Zahlentheorie beschäftigte. 1690 erschien sein Traktat über Algebra Traité d’algèbre, in der er auch das heute übliche Zeichen für n-te Wurzeln einführte. Auch andere mathematische Notationen setzte er mit durch, so das übliche Zeichen = für die Gleichheit, zuvor eingeführt von Robert Recorde, aber damals nicht allgemein üblich.
In der Analysis bekannt ist der nach ihm benannte Satz von Rolle (1691) über differenzierbare Funktionen. Dieser Satz der Analysis hat bei Rolle seinen Ursprung in einer umfassenderen algebraischen Theorie, die er Theorie der Kaskaden nannte und die im Wesentlichen im Übergang von einem Polynom zu seiner Ableitung bestand, obwohl Rolle selbst noch keine Begriffe der Infinitesimalrechnung benutzte. Er lehnte sie sogar ab, da sie seiner Meinung nach keine neuen Wahrheiten erbringe und im Gegenteil sogar fehlerhaft sei (im Vergleich zu den algebraischen Methoden von Pierre de Fermat und Johann van Waveren Hudde). Mit George Berkeley gehörte er damit zu den frühen Kritikern der Grundlegung der Analysis. Rolle bewies den nach ihm benannten Satz rein algebraisch für Polynome. Rolle bewies ihn in der Form, dass zwischen zwei Nullstellen eines Polynoms eine Nullstelle der Ableitung des Polynoms liegt. Einen allgemeinen Beweis veröffentlichte Augustin Louis Cauchy 1823 im Rahmen des Mittelwertsatzes. Die Benennung des Satzes nach Rolle erfolgte im 19. Jahrhundert (Moritz Wilhelm Drobisch 1834, Giusto Bellavitis 1860, Joseph Serret, Höhere Algebra, Band 1, 1868, S. 216). Hauptziel von Rolle war die Bestimmung der Wurzeln von algebraischen Gleichungen, die er mit Hilfe seiner Kaskadenmethode (das heißt, der Betrachtung der Ableitungen der Polynome) eingrenzte. In seinem Traité d’algèbre behandelt er auch diophantische Gleichungen.
Von 1700 bis 1701 kam es in der Pariser Akademie der Wissenschaften zu einer heftigen Auseinandersetzung zwischen Rolle und Pierre Varignon über die von Gottfried Wilhelm Leibniz und Isaac Newton eingeführte Analysis. Rolle setzte die Auseinandersetzung, nachdem in der Akademie keine Einigung zu erzielen war, im Journal des sçavans fort, gestand aber am Ende seinen Fehler ein.